# Willowtip Records
Willowtip Records, ou simplement Willowtip, est un label indépendant américain de heavy metal situé à Zelienople, en Pennsylvanie.

## Histoire
Willowtip Records est fondé en 2000 par Jason Tipton et un dénommé Willosin, partenaire qui n'est à présent plus impliqué dans l'affaire. La combinaison de leurs deux noms a donné celui du label. Ils se spécialisent dans le death metal et le grindcore et signent principalement des groupes au jeu très technique. Leur première production est un split entre les groupes Fate of Icarus et Creation is Crucifixion. Tipton déclare lors d'une interview que sa plus grande fierté est d'avoir réédité Onset of Putrefaction, album du groupe Necrophagist qui n'était plus disponible, aux États-Unis et ailleurs dans le monde, avant que Willowtip ne le distribue de nouveau.
Willowtip a également collaboré avec le groupe d'hydrogrind Cephalic Carnage, originaire du Colorado, afin de publier un maxi composé d'une seule chanson et intitulé Halls of Amenti. Parmi les groupes les plus connus que Willowtip a signés, on peut citer Arsis, Ion Dissonance (2003), Misery Index et Neuraxis. La liste inclut des groupes de tous pays, comme le Canada, la Belgique, l'Allemagne, la Finlande ou encore la Suède,.
À l'été 2007, Willowtip s'engage dans un partenariat avec le label hollandais de death metal Neurotic Records afin de distribuer les albums de ce dernier encore inédits en Amérique du Nord. En août 2007, Willowtip conclut également un accord avec Candlelight Records pour la distribution de ses albums en Europe.

## Groupes notables
- Alarum
- Arsis
- As Eden Burns
- Capharnaum (groupe)
- Cephalic Carnage
- Circle of Dead Children
- Commit Suicide
- Creation Is Crucifixion
- Crotchduster
- Crowpath
- Defeated Sanity
- Dim Mak
- Disavowed
- Electro Quarterstaff
- Fate of Icarus
- Goatsblood
- Gorod
- Harakiri
- Illogicist (2006)[6]
- Impaled
- Ion Dissonance
- Kalibas
- Kill the Client
- Leng Tch'e
- Magrudergrind
- Malignancy
- Maruta
- Misery Index
- Necrophagist
- Neuraxis
- Odious Mortem
- Phobia
- Rotten Sound
- Rune
- Sickening Horror
- Sulaco
- The Dying Light
- The Year of Our Lord
- Ulcerate
- Upheaval
- Visceral Bleeding
- Vulgar Pigeons
- Watchmaker